# Cornelio Lacone
Cornelio Lacone (... – 69) è stato un prefetto romano dei vigili e della Guardia Pretoriana sotto l'imperatore Galba dal 68 fino alla sua morte nel 69.
Lacone aderì a questo incarico dopo il suicidio del precedente imperatore Nerone, sostituendo Gaio Ofonio Tigellino come capo della Guardia. Il regno di Galba, però, si rivelò di breve durata. L'età avanzata distrusse l'energia dell'imperatore, tanto che ogni sua decisione era presa dai suoi preferiti: Lacone, Tito Vinio, che divenne console, e Icelus Marciano, che controllavano l'imperatore e per questo motivo furono chiamati "I tre pedagoghi". Tutto questo rendeva il nuovo imperatore gravemente impopolare, e il 15 gennaio 69, Marco Salvio Otone fu proclamato imperatore dai pretoriani. Galba fu assassinato e Lacone esiliato su un'isola dove fu poi ucciso dai soldati di Otone.